# Hoplolabis (Parilisia) subareolata
Hoplolabis (Parilisia) subareolata is een tweevleugelige uit de familie steltmuggen (Limoniidae). De soort komt voor in het Palearctisch gebied.